# 克罗泽
克罗泽（法語：Crozet，法語發音：[kʁozɛ]）是法国东部安省的一个市镇，属于热克斯区。

## 地理
克罗泽（46°16'50"N, 6°0'45"E）面积27.47 平方千米，位于法国奥弗涅-罗讷-阿尔卑斯大区安省，该省份为法国东部省份，北起汝拉省，西北接索恩-卢瓦尔省，西接罗讷省和里昂大都会，南至伊泽尔省，东与萨瓦省、上萨瓦省和瑞士接壤。
与克罗泽接壤的市镇（或旧市镇、城区）包括：舍夫里、埃什讷韦、莱莱克斯、米茹、圣热尼-普伊、塞尔日。

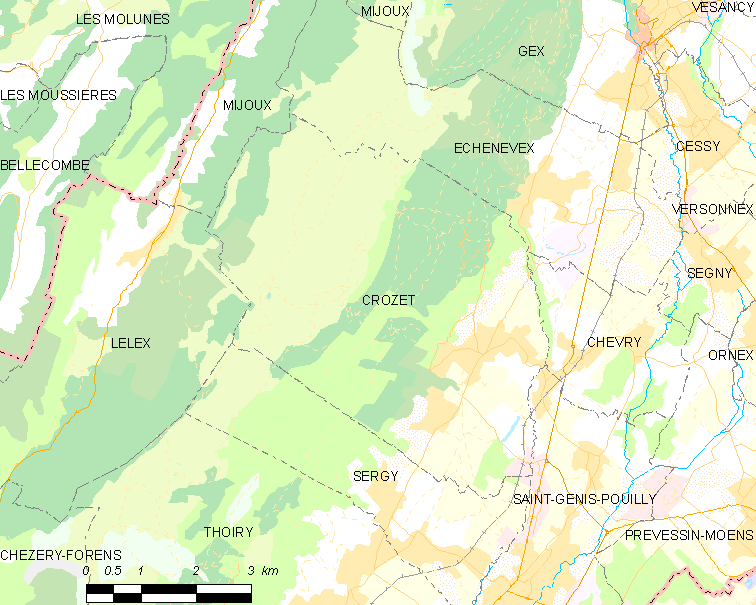
克罗泽的OSM定位图

克罗泽的时区为UTC+01:00、UTC+02:00（夏令时）。

## 行政
克罗泽的邮政编码为01170，INSEE市镇编码为01135。

## 政治
克罗泽所属的省级选区为图瓦里县。

## 人口

1962-2008年间克罗泽人口变化图示

克罗泽于2022年1月1日时的人口数量为2354人。